# Frank Finnigan
Frank Arthur Finnigan (* 9. Juli 1903 in Shawville, Québec; † 25. Dezember 1991 ebenda) war ein kanadischer Eishockeyspieler, der in der National Hockey League aktiv war.

## Karriere
Frank Finnigan begann mit dem Eishockeyspielen an der University of Ottawa und spielte danach für die Ottawa Collegiate und Ottawa Montagnards. Im Februar 1924 erhielt er einen Vertrag bei den Ottawa Senators in der NHL. Bis 1931 spielte er für die Senators und gewann 1927 den Stanley Cup. Danach wechselte er zu den Toronto Maple Leafs, kehrte aber nach nur einem Jahr zurück zu den Senators.
Wegen finanzieller Probleme mussten die Senators im Sommer 1934 nach St. Louis umgesiedelt werden. Finnigan schoss das letzte Tor für das Team. Er zog mit nach St. Louis und begann die Saison 1934/35 bei den St. Louis Eagles, wechselte jedoch noch während der Spielzeit zu den Toronto Maple Leafs, wo er zweieinhalb Jahre spielte. Danach spielte er noch in einigen unterklassigen Ligen, ehe er seine Karriere beendete.
Nach über 50 Jahren stand Finnigan Anfang der neunziger Jahre nochmal im Rampenlicht. Die NHL entschied sich die Liga weiter aufzustocken und der Unternehmer Bruce Firestone versuchte wieder ein NHL-Franchise nach Ottawa zu holen. Finnigan sollte als letztes noch lebendes Mitglied der Stanley-Cup-Mannschaft der Senators von 1927 dieses Vorhaben unterstützen. Am 16. Dezember 1991 erhielt Firestone den Zuschlag von der NHL und das neue Ottawa-Senators-Franchise war damit gegründet.
Neun Tage später starb Finnigan im Alter von 88 Jahren.
Am 8. Oktober 1992 bestritt das Team sein erstes Spiel in der NHL. Das wurde zum Anlass genommen, Frank Finnigan posthum zu ehren. In einer feierlichen Zeremonie vor dem Spiel hängten die Senators einen Banner mit Finnigans Nummer 8 an die Hallendecke, die an keinen Spieler des Teams mehr vergeben wird. Sein Sohn, Frank Finnigan jr., warf den Puck zum ersten Bully des Spiels ein.
Frank Finnigans Bruder Eddie war ebenfalls Spieler in der NHL.

## Erfolge und Auszeichnungen
- Stanley Cup 1927
- NHL All-Star Game 1934